# Magda Aelvoet
Magda Aelvoet (n. 4 aprilie 1944, Steenokkerzeel, Flandra, Belgia) este un om politic belgian, membru al Parlamentului European în perioada 1994-1999 din partea Belgiei.
1. ↑  Magda Aelvoet, ODIS
2. ↑  Magda Aelvoet, Prabook
3. ↑  Deputații în Parlamentul European